# Sai Yok

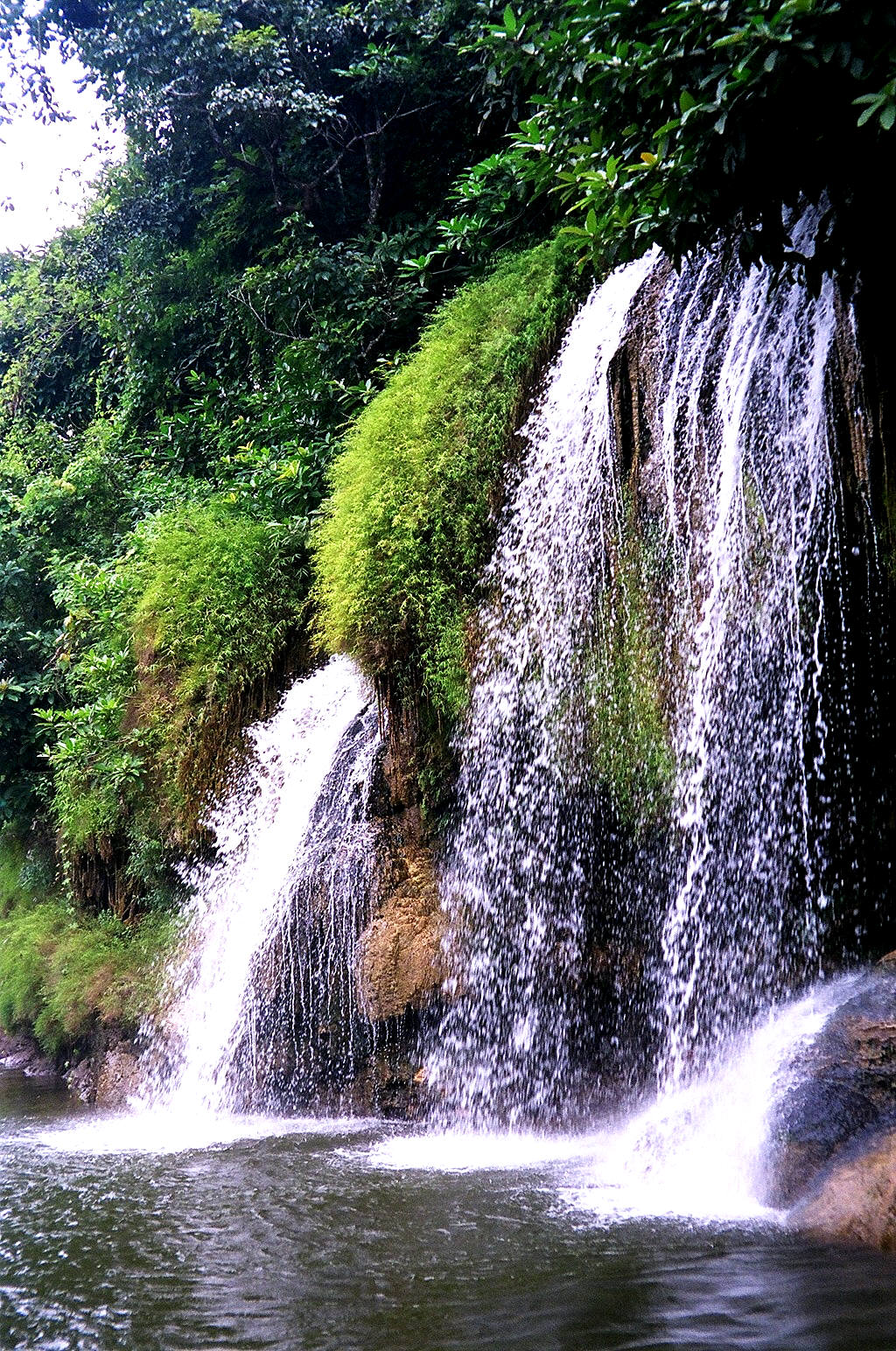
Wasserfall bei Sai Yok

Sai Yok (Thai: ไทรโยค) ist ein archäologischer Fundplatz und eine Stadt in der Amphoe Sai Yok, Provinz Kanchanaburi im westlichen Zentral-Thailand.

## Grabungsgeschichte
Sai Yok war der erste Ort in Thailand, an dem Geröllgeräte gefunden wurden, die auf Jäger und Sammler hinweisen, die ähnlich den Hoabinhian-Menschen durch das Land zogen. Spätere Forschung brachte zahlreiche andere Fundorte zum Vorschein. 

## Funde
Es wurden unter einem Felsdach zahlreiche Geröllgeräte gefunden, die einseitig so bearbeitet worden sind, dass sie als Messer oder Axt benutzt werden konnten. Leider wurden keine Daten aus der Radiokohlenstoffdatierung berichtet.